# 保安湖
保安湖是中国湖北省大冶市西北部的一个湖泊，位于长江中游南岸，东临三山湖，西隔梁子湖，南邻保安镇，北濒长江。面积为39.3平方千米，平均水深约为2米。以其丰富的渔业资源而闻名。
保安湖属于梁子湖水系，是一座河谷沉溺型湖泊，湖盆平浅，湖底淤泥深厚。主要依赖地表径流和湖面降水补给。有来自高桥港、金牛河等30余条河流的注入，出水则通过长港，经樊口大闸泄入长江。
由于1970年代的围垦活动，湖区被分割成主体湖区、扁担塘、肖四海和桥墩湖四个部分。肖四海完全被土堤拦断与主体湖水不通，而扁担塘、桥墩湖与主体湖虽有不同高度的石堤相隔，但各自有1—2个缺口与主体湖相通。

## 气候
保安湖地处中亚热带，气候温和，多年平均温度维持在16-17℃，多年平均降水量为1283毫米。

## 生态
在2018年之前，保安湖主要提供渔业资源、灌溉和调蓄服务。自2018年12月30日起，保安湖全面封湖禁渔。